# Proteina globulare

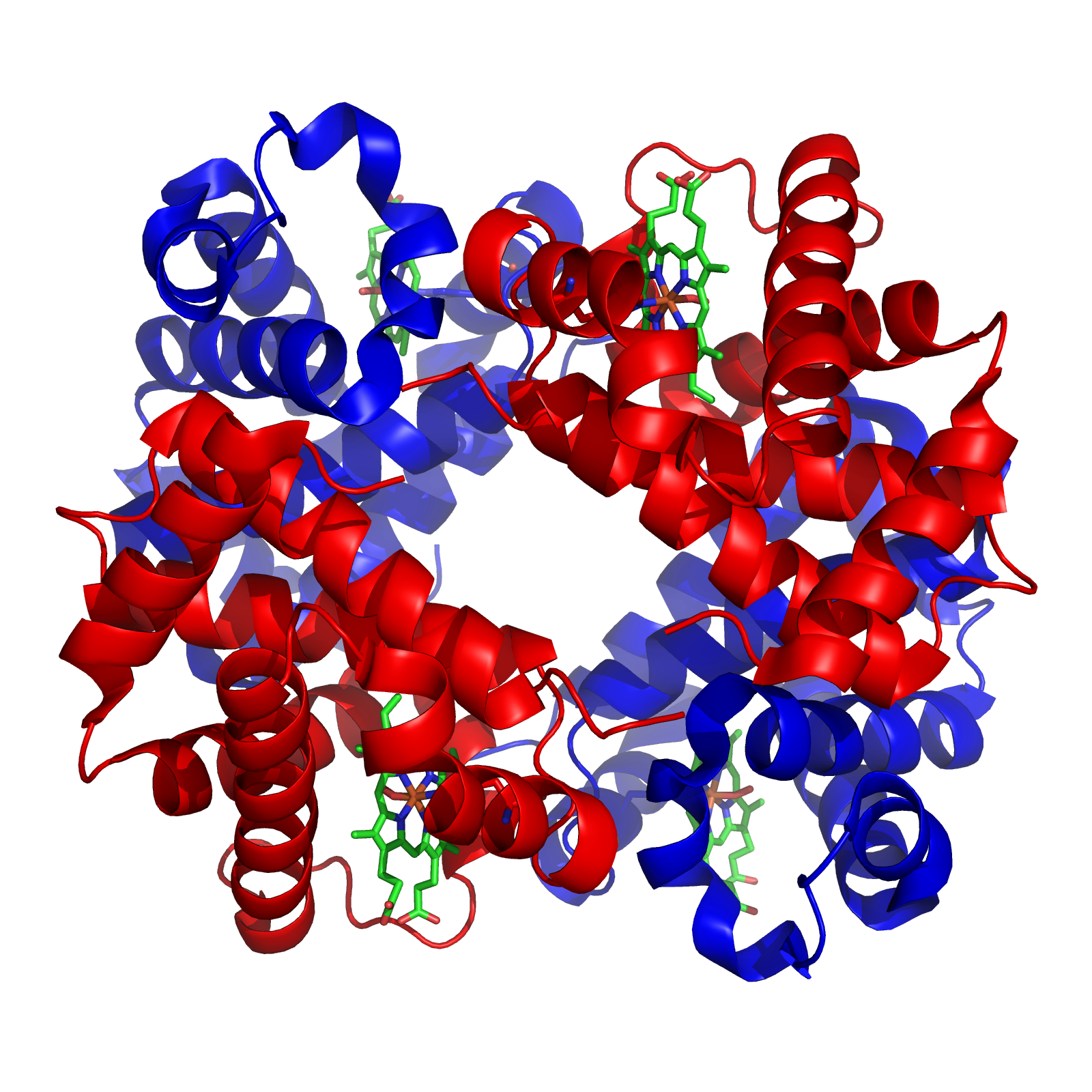
Struttura tridimensionale dell'emoglobina, una proteina globulare tetramerica.

Le proteine globulari sono proteine costituite da varie e complesse strutture secondarie, nelle quali le catene polipeptidiche tendono ad avvolgersi su se stesse. Queste proteine assumono pertanto una forma globulare o sferica, e sono generalmente solubili in acqua (nella quale formano una soluzione colloidale), a differenza delle proteine fibrose e di membrana. Enzimi, proteine di trasporto, proteine regolatrici, immunoglobuline, proteine motrici, fattori di trascrizione, gli ormoni e molte altre sono proteine globulari.

## Struttura
La sequenza amminoacidica delle proteine di questo tipo induce la proteina ad avvolgersi su sé stessa, generando una struttura molto compatta. La forma che si genera dopo il ripiegamento è direttamente responsabile dell'attività della proteina stessa secondo il dogma "struttura-funzione".
La forma globulare è determinata dalla struttura terziaria di questi polipeptidi, che dispone sulla superficie esterna della proteina i residui amminoacidici idrofili racchiudendo nel cosiddetto core idrofobico i residui apolari.
Le proteine globulari possono avere una struttura terziaria molto complessa, caratterizzata da numerosi domini disposti spazialmente in modo preciso. La sequenza primaria di una catena polipeptidica può assumere un numero elevatissimo di conformazioni, tuttavia tutte le proteine globulari limitano il numero delle proprie conformazioni a una o poche (paradosso di Levinthal). Secondo il dogma di Anfinsen, infatti, le proteine sono in grado di raggiungere autonomamente lo stato conformazionale corretto (che coincide con un minimo di energia libera) in virtù esclusiva della propria sequenza amminoacidica, tuttalpiù con l'intervento di chaperonine. I meccanismi alla base del ripiegamento corretto dell proteine non sono ancora chiari, sono comunque coinvolte interazioni deboli tra gli amminoacidi, come legami idrogeno e interazioni di van der Waals.
Durante il ripiegamento, tuttavia, l'energia rilasciata è molto modesta, poiché il ripiegamento implica una netta diminuzione dell'entropia della proteina. Questo fatto si traduce in una certa instabilità della struttura terziaria, che viene facilmente modificata da alterazioni dell'ambiente (alte temperature, variazioni di salinità o di pH) ed è motivo del relativamente rapido turnover di questo tipo di proteine.

## Funzioni
Diversamente dalle proteine fibrose, che svolgono una funzione prettamente strutturale, le proteine globulari possono agire come:
- enzimi, catalizzando reazioni con grande specificità;
- trasportatori di altre molecole (ad esempio l'emoglobina, che trasporta ossigeno);
- proteine chelanti o di scorta (ad esempio la ferritina, che funge da riserva di ferro);
- fattori di trascrizione;
- istoni;
- proteine strutturali, ad esempio, actina e tubulina, che sono globulare e solubili come monomeri, ma polimerizzano a formare fibre rigide e lunghe, soggette comunque a rapido turnover.